# LPEX
LPEX ist die Abkürzung für den Live Parsing Extensible Editor des Softwareherstellers IBM. Dies ist ein erweiterbarer und leistungsfähiger Texteditor für Programmierer. Zu den Funktionen zählen Syntaxhervorhebung und Programmierbarkeit. Dieser Editor gilt als Nachfolger des Editors EPM.
Der Editor kann bezüglich der Tastenbelegung und der Befehle konfiguriert werden.
Das Programm ist Bestandteil verschiedener Entwicklungsumgebungen, wie VisualAge oder IBM Developer for z Systems.